# Kreis Villars-sous-Yens
| Kreis Villars-sous-Yens           | Kreis Villars-sous-Yens |
| Basisdaten                        | Basisdaten              |
| --------------------------------- | ----------------------- |
| Staat:                            | Schweiz                 |
| Kanton:                           | Waadt (VD)              |
| Bezirk:                           | Morges                  |
| Hauptort:                         | Villars-sous-Yens       |
| Fläche:                           | 39,91 km²               |
| Einwohner:                        | 15'376 (31.12.2023)     |
| Bevölkerungsdichte:               | 385 Einw. pro km²       |
| Aufgehoben am:                    | 31. Dezember 2006       |
| Karte                             |                         |
| Karte von Kreis Villars-sous-Yens |                         |

Der Kreis Villars-sous-Yens (französisch Cercle de Villars-sous-Yens) war bis zum 31. August 2006 eine Verwaltungseinheit des Bezirks Morges im Kanton Waadt in der Schweiz. Sitz des Kreisamtes war Villars-sous-Yens.
Der Kreis umfasste zehn Gemeinden und war 39,91 km² gross. Die Gemeinden des ehemaligen Kreises zählten Ende 2023 15'376 Einwohner.
| Wappen            | Name der Gemeinde | Einwohner (31. Dezember 2023) | Fläche in km² | Einw. pro km² |
| ----------------- | ----------------- | ----------------------------- | ------------- | ------------- |
| Buchillon         | Buchillon         | 687                           | 2,12          | 324           |
| Bussy-Chardonney  | Bussy-Chardonney  | 404                           | 3,10          | 130           |
| Denens            | Denens            | 743                           | 3,30          | 225           |
| Etoy              | Etoy              | 2'913                         | 4,92          | 592           |
| Lavigny           | Lavigny           | 1'054                         | 4,00          | 264           |
| Lully             | Lully (VD)        | 831                           | 2,05          | 405           |
| Lussy-sur-Morges  | Lussy-sur-Morges  | 732                           | 2,34          | 313           |
| Saint-Prex        | Saint-Prex        | 5'905                         | 5,53          | 1068          |
| Villars-sous-Yens | Villars-sous-Yens | 609                           | 3,04          | 200           |
| Yens              | Yens              | 1'498                         | 9,51          | 158           |
| Total (10)        | Total (10)        | 15'376                        | 39,91         | 385           |